# ستيف والترز
ستيف والترز (بالإنجليزية: Steve Walters)‏ هو لاعب كرة قدم بريطاني في مركز الوسط، ولد في 9 يناير 1972 في بليموث في المملكة المتحدة. لعب مع ستيفيناغ بوروه ونادي ريل ونادي كرو ألكساندرا ونادي موركامب.

## وصلات خارجية
- ستيف والترز على موقع قاعدة بيانات كرة القدم.إي يو (الإنجليزية)
- ستيف والترز على موقع Soccerbase.com (لاعب) (الإنجليزية)